# Cronusite
La cronusite è un minerale.

## Etimologia
Il minerale porta questo nome in ricordo di Cronus, uno dei Titani della mitologia greca, figlio di Urano e di Gea, in riferimento alla natura "mista" di questo minerale: sia meteoritica che terrestre.